# Conflicto patricio-plebeyo
Conflicto patricio-plebeyo o conflicto de los órdenes son denominaciones historiográficas de la lucha social y política librada entre los patricios (patricii, patres) y los plebeyos (plebs, plebeius) de la Antigua Roma. El conflicto surgió del deseo de los plebeyos de lograr la igualdad política. Se inició con la Secessio plebis del 494 a. C., y culminó en el 287 a. C. con la Lex Hortensia, después de dos siglos de confrontaciones que dominaron la vida política de la República romana temprana.

## Desarrollo
Según el relato tradicional de Tito Livio, Ab Urbe condita libri, desde la deposición del último rey, Tarquinio el Soberbio, en el año 509 a. C., las familias patricias se arrogaron el poder de limitar a los miembros de su orden el gobierno de la ciudad, monopolizando el acceso al Senado y al colegio sacerdotal. La incapacidad de los plebeyos para acceder a las magistraturas contrastaba con sus plenas obligaciones militares, que arruinaban a las familias de pequeños propietarios a causa de las continuas movilizaciones para la guerra, que les impedían mantener sus explotaciones agrícolas y les hacían endeudarse. Dadas las dificultades de la plebe, los patricios utilizaron sin restricciones el nexum, la servidumbre por deudas de los ciudadanos empobrecidos, sometiendo de hecho a sus clientes, que serán cada vez más dependientes.
Como respuesta a la dura aplicación de las leyes sobre la deuda por el cónsul Apio Claudio Sabino, los plebeyos salieron de Roma en 494 a. C. para instalarse en el Monte Sacro (Montem Sacrum) y rechazaron prestar el servicio militar; fue la primera secessio plebis (‘secesión de la plebe’). Crearon un Estado paralelo, eligiendo sus propias asambleas: los Concilia plebis, y sus propios representantes: dos tribunos de la plebe. La respuesta de los patricios, retrasada lo más posible, fue la promulgación de la Ley de las XII Tablas en 450 a. C., redactada por los decemviros, un conjunto de leyes escritas y publicadas, cuya mera existencia suponía un límite a los abusos de los patricios. No obstante, por su contenido, a estas tablas se las denominaba «injustas», porque mantuvieron la prohibición de contraer matrimonios mixtos entre patricios y plebeyos (Tabla XI), formalizaban la distinción entre las dos clases y mantenían el nexum. 
Los avances en favor de la plebe fueron lentos pero constantes. Algunos cónsules fueron reemplazados por tribunos militares con poder consular. La impopular prohibición del connubium de la Tabla XI fue abolida en 445 a. C. por la Lex Canuleia, permitiendo así los matrimonios mixtos. En 367 a. C., las Leges Liciniae-Sextiae permiten que uno de los dos cónsules sea plebeyo. Los cargos de censor en 351 a. C., de pretor y de dictador se abren a los plebeyos. El nexum es abolido por la Lex Poetelia Papiria en 326 a. C. En 367 a. C., los hijos de esclavos liberados pueden acceder al Senado y los humiliores y libertos pueden inscribirse en las tribus rurales. Esto va a revolucionar el funcionamiento político de Roma y, aunque es anulado por los patricios en 304 a. C., se fija al electorado por su lugar de residencia y no por el clientelismo y el origen étnico, ya perdido desde muchos años antes. 
Algunos autores ven una influencia de la democracia griega. Para celebrar la pacificación entre patricios y plebeyos tras la aprobación de las Leyes Licinias en 367 a. C., el Senado ordenó la remodelación circular del Templo de la Concordia, como en las asambleas griegas. Gneo Flavio, hijo de un liberto y edil curul, promulgó el Ius Flavianum que daba nuevos procedimientos de derecho y abolía el monopolio patricio.
La crisis final de la lucha se produjo con la Lex Ogulnia en 300 a. C., que permitía a los plebeyos ejercer poderes religiosos, y con la Lex Hortensia en 287 a. C., que daba igual peso a la legislación, fuera promulgada por el Senado o por la asamblea de la plebe. Ya no existirán diferencias jurídicas entre los dos órdenes y se consolidó el dominio social de una nobilitas patricio-plebeya.

## Historiografía
En la historiografía romana no existe ninguna fuente contemporánea de estas luchas. La antigua visión de los acontecimientos está contaminada por sus relecturas relacionadas con opiniones de las luchas políticas de su tiempo. Esto hace poco fiables los documentos disponibles. Polibio cuenta la versión de los hombres contemporáneos en los conflictos, pero está en contradicción con Cicerón y Tito Livio que sugieren que ha habido pocos cambios en 500 años. Los Fastos consulares acreditan la presencia de cónsules plebeyos, pero no hay rastro aparente de lucha armada, mientras que reivindicaciones de este tipo entrañaban posteriormente derramamientos de sangre. Posiblemente pueda ser vista la oposición patricio-plebeyo como una oposición entre la antigua aristocracia patricia y la nueva aristocracia de los plebeyos ricos (homines novi).
Probablemente la denominación ordo ("orden") no es la más adecuada para designar a cada una de las partes en conflicto, aunque es usada en la bibliografía. "Senadores y equites... eran los dos órdenes, ordines. Cuando se usa en un sentido pleno y estrictamente político, el término ordo, en la República tardía, comúnmente denota el ordo senatorius y el ordo equester. Se habla de uterque ordo, cada uno de los dos órdenes; y cuando Cicerón habla de la concordia ordinum, o armonía de los órdenes, como su ideal político, se refiere simplemente a los senadores y los equites. En nuestra terminología la plebs era un "orden" en la República temprana, en contraposición contra los patricios, pero ese supuesto ordo plebeius no parece haber sido una expresión que se haya usado alguna vez en la República tardía. La palabra ordo, no obstante, se usa a veces más extensamente y se aplica, por ejemplo, no sólo a scribae y praecones sino incluso a libertos, labradores, ganaderos o comerciantes."